# Sankt Marxer Friedhof
Sankt Marxer Friedhof er en nu nedlagt kirkegård beliggende i Østrigs hovedstad Wien i bydelen 3. Bezirk, Landstraße. Kirkegården blev lukket i 1874, da man åbnede den store fælles Wiener Zentralfriedhof. Kirkegården er i dag fredet og fungerer som rekreativt areal. Den er berømt for at være stedet, hvor komponisten Wolfgang Amadeus Mozart er begravet.
Sankt Marxer Friedhof blev etableret i 1784, som en følge af kejser Joseph II.'s reformer, der i Østrig skabte overgangen til oplysningstiden. Joseph II. havde bestemt, at kirkegårde ikke måtte findes indenfor Wiens bymure, og derfor anlagde man fem nye kirkegårde, hvoraf Sankt Marxer Friedhof var den ene af dem. Han bestemte endvidere, at begravelser skulle ske på en simpel måde, hvor bl.a. kister skulle genbruges, så lig blev båret til graven i en kiste, hvorefter liget blev kastet i en fællesgrav via en lem i bunden af kisten.
Wolfgang Amadeus Mozart blev begravet på Sankt Marxer Friedhof på denne måde i 1791, hvilket således var almindeligt for den tid. Mozarts præcise gravsted på Sankt Marxer Friedhof er dermed ikke kendt, og hans jordiske rester har derfor ikke kunne overføres til andre grave. I 1855 rejstes en gravsten på Sankt Marxer Friedhof, hvor man mente, at hans gravsted måtte være. Der er oprettet en æresgrav for Mozart på Zentralfriedhof, men der er blot tale om, at man har overført gravstenen som et gravmindesmærke og ikke hans jordiske rester. Siden er der igen rejst en mindesten for Mozart på Sankt Marxer Friedhof.
Efter lukningen forfaldt kirkegården, men i 1937 åbnede den igen for offentligheden efter et restaureringsarbejde.
Blandt andre kendte begravede på Sankt Marxer Friedhof kan nævnes Johann Georg Albrechtsberger, Josef Strauss, Anton Diabelli, Philipp von Cobenzl, Georg Donner, Alexander Ypsilanti, Franz Pfeiffer, Baron Ernst Von Feuchtersleben og Louis Montoyer.

## Historie

### Kejser Josef 2.s reformer
Siden det 16. århundrede var der gjort en indsats i Wien for at forbyde kirkegårde i den indre by. Det viste sig dog vanskeligt at gennemføre reformen hvad angår begravelser i Wien, da wienerbefolkningen havde en fast forudfattet opfattelse af, hvordan en begravelse og de tilhørende festligheder skulle tilrettelægges og ikke havde til hensigt at opgive deres traditionelle skikke. Det var først mod slutningen af det 18. århundrede at Kejser Josef 2. gennemtvang lukningen af kirkegårdene i byen og i forstæderne i forbindelse med en epidemi- og hygiejneforordning, der blev udstedt som led i hans reformer, og der blev også udstedt forbud mod begravelser i kirkegravene og klostre inden for Linienwall, en ydre linje af fæstningsværker for Wien, som lå mellem byens forstæder og de afsidesliggende landsbyer. Dette gjaldt ikke for begravelser i krypterne Kapuzinergruft, Stephansgruft og i salesianernes kloster.
I stedet blev der i 1784 anlagt fem såkaldte fælleskirkegårde uden for Linienwall, i dag også kendt som Biedermeier-kirkegårdene. Disse var Sankt Marxer Friedhof, Hundsturmer Friedhof, Matzleinsdorfer Friedhof, Währinger Friedhof og Schmelter Friedhof, der oprindeligt var planlagt at skulle anlægges i Brigittenau. Forordningen tillod også det jødiske samfund i Wien at anlægge en jødisk kirkegård i Währing uden for Linienwall som erstatning for deres kirkegård i Rossau. I modsætning til de katolske forstadskirkegårde blev sidstnævnte ikke forladt, da gravene på jødiske begravelsespladser eksisterer "i evighed", og der må ikke foretages opgravninger og forflytninger af de jordiske rester.

### Sankt Marxer Friedhofs anlæggelse
Sankt Marxer Friedhof blev anlagt uden for Linienwall nær linjeporten St. Marxer Linie. Sankt Marx var en del af forstaden Landstrasse, navnet kan spores tilbage til et kapel på Bürgerspital i bydelen, der er opkaldt efter evangelisten Markus (Sankt Marks).
Med åbningen af Sankt Marxer Friedhof blev flere mindre forstadskirkegårde lukket og knoglerne bragt til den nye kirkegård, og de jordiske rester af dem, der blev begravet i Landstrasser St. Nikolai-Friedhofs (hvor Rochusmarkt ligger i dag) blev overført hertil, inklusive dem af billedhuggeren Georg Raphael Donner. Sankt Marxer Friedhof blev første gang nævnt ved navn i et dødsregister den 17. maj 1784 i kirken Pfarrkirche Rennweg, men det er sandsynligt, at begravelser allerede havde fundet sted her i ugerne før denne dato. Ansvaret for kirkegården omfattede dele af Innere Stadt, forstæderne til Landstrasse, Erdberg og Weißgerber samt dagens Leopoldstadt.
På tidspunktet for åbningen lå kirkegården stadig langt uden for byen, men fra 1850 – efter nedrivningen af forsvarssystemerne, indlemmelsen af wienerforstæderne og fjernelsen af Linienwall – rykkede byen hurtigt frem til kirkegården. Som samtidige kilder og forordninger viser, var formålet med de kommunale kirkegårde under Josephine-reformerne også at holde de døde så langt væk fra de levende som muligt. I de første år var det endda forbudt at følge med ligvognene på deres vej til kirkegården efter bymuren eller at markere grave. En undtagelse var grave placeret direkte på kirkegårdsmuren, hvorfor de ældste grave med gravsten er placeret der. Først da forbuddet blev ophævet, fordi modstanden fra gejstligheden og borgerne var for stærk, kunne selv simple grave udstyres med gravsten.
Efter opførelsen af Wiener Neustädter Kanal, der åbnede i 1803, lå kirkegården nu på den sydvestlige bred af dette vandløb og var derfor omgivet af Sankt Marx og Rennweg . Foran St. Marx linjeporten blev der bygget en bro over kanalen, over hvilken kirkegården stadig kunne nås. Den 26. oktober 1848 fandt kamphandlinger sted på kirkegården under Wiener Oktoberrevolutionen, hvorunder Wiens forsvarere var i stand til at skubbe de kroatiske enheder tilbage. Men allerede to dage senere faldt St. Marxer Linie, og den 31. oktober stormede de fremmede tropper den indre by.

### Lukning og omdannelse til park
Fra midten af 1800-tallet blev fælleskirkegårdene hurtigt for små på grund af befolkningseksplosionen i Wien. Derfor besluttedes det at grundlægge en ny hovedkirkegård Wiener Zentralfriedhof, som åbnede den 1. november 1874. Samtidig blev de fem fælleskirkegårde nedlagt efter 90 års eksistens. På det tidspunkt bestod Sankt Marxer Friedhof – efter flere udvidelser – af et areal på over 60.000 m² og var dermed efter Schmelzer Friedhof den største af de kommunale kirkegårde. Af og til fandt der dog stadig begravelser sted her efter 1874, først og fremmest i eksisterende familiegravsteder; for eksempel blev Prater-entreprenøren Basilio Calafati begravet i 1878. I 1880'erne blev flere prominente afdøde fra Sankt Marxer Friedhof gravet op og genbegravet på centralkirkegården, hvor grupper af æresgrave blev anlagt for at øge tiltrækningskraften af den nye "dødeby".
Sankt Marxer Friedhof blev efterfølgende overladt til sig selv, hvilket førte til, at området blev tilgroet. Ifølge en beslutning truffet af Wiens kommunalbestyrelse 10. februar 1922 skulle de fem tidligere fælleskirkegårde nedlægges og omdannes til parker. I de følgende år blev Hundsturm-kirkegården til Haydn-parken, Matzleinsdorf-kirkegården blev til Waldmüller-parken, Währinger-kirkegården blev til Währinger-parken, og March-parken blev bygget på en del af den tidligere Schmelzer-kirkegård. Lokalhistorikeren Hans Pemmer førte dog en ihærdig kamp for at bevare Sankt Marxer-kirkegården med det resultat, at den blev fredet og altså som den eneste af de fem kirkegårde fortsat blev bevaret. Efter en renovering og reparation af hele kirkegården under ledelse af arkitekten Anton Waldhauser blev den åbnet den 22. oktober 1937 som offentlig park for wienerbefolkningen og i 1943 overdraget til stadsgartnerkontorets pleje og vedligeholdelse.
I 1945 var kirkegården under slaget ved Wien i slutningen af 2. verdenskrig skueplads for fjendtligheder mellem Den Røde Hær og en SS-enhed, efter at dele af området var blevet alvorligt beskadiget af bomber i de foregående måneder. Kort efter krigens afslutning var Hans Pemmer med til at reparere komplekset igen, så kirkegården allerede fra 3. august 1946 igen var åben for offentligheden. I årene efter 2. verdenskrig fik Wiens Kulturkontor opsat mindesten og gravsten for flere fremtrædende afdøde, for eksempel hvis de blev overført til hædersgrave på centralkirkegården eller var blevet begravet i skaktgrave. Dette gjaldt blandt andre Alois Negrelli von Moldelbes, Moritz Daffingers, Karl Agricolas, Johann Georg Albrechtsbergers og Joseph Drechslers grave.
I november 1957 planlagde Wiens byplansmyndighed en forlængelse i bydelen Landstrasse af ringvejen Gürtel, der omkranser bykernen. Ruten var oprindeligt beregnet til at løbe nord for kirkegården. Derfor blev kirkegården i 1958 reduceret med omkring 1.500 m² i det nordlige hjørne til højre for indgangen. Fire historisk vigtige grave måtte flyttes et par meter (Louis Montoyers, Jakob Hyrtls, Karl Krottenthalers og Johann Nepomuk Höfels). Teglindustrimanden Heinrich von Drasche-Wartinbergs mausoleum, som aldrig var blevet brugt til begravelser, blev derimod af de ansvarlige kunsthistorikere klassificeret som ikke bevaringsværdigt. Efter at disse justeringer allerede var blevet foretaget, ændrede byplankontoret sine planer, således at forbindelsen mellem båndet og den projekterede "Wien sydlige motorvejsforbindelse" nu skulle løbe syd for kirkegården. Det frigjorte areal i den nordlige del af komplekset blev i stedet brugt til kommunale boliger. En fællesbygning, færdiggjort i 1959, blev opført mellem Hofmannsthalgasse og kirkegårdens nyligt tegnede nordlige grænse; et tilhørende grønt område med en legeplads strækker sig nu til kirkegårdsmuren.
Det var først mange år senere, at konstruktionen af motorvej A23 og dens forbindelse til Gürtel i Landstrasse gjorde det nødvendigt at reducere størrelsen af kirkegårdsområdet yderligere, men denne gang kun med få kvadratmeter i kompleksets sydlige hjørne. Her blev tre historisk relevante grave flyttet nogle meter, herunder industrimanden Karl Klinkoschs. Siden åbningen af denne sektion af motorvejen i 1970'erne har bymotorvejen, der var designet som en højbane i dette område, og dens afkørsel til Gürtel løbet i en kurve tæt forbi syd- og østsiden af Sankt Marxer Friedhof.
I 1996 blev en plan for bevaring af havemonumenter udviklet på vegne af den kompetente myndighed i Østrig for beskyttelse og bevarelse af monumenter, Bundesdenkmalamt. Blandt andet er der udført en modelrestaurering på to typiske grave i samarbejde med Wiener Kulturkontor. En analyse af stenmaterialet afslørede, at der blev brugt finkornet Leitha-kalksten fra Stotzing til stelerne og medaljonen på den største gravsten, mens inskriptionspladerne bestod af kalkskifer fra Solnhofen i Bayern, og sokkel og opsætning af grovkornet Leitha-kalksten fra stenbruddene St. Margarethen og Kaisersteinbruch.
I august 2005 vedtog byen Wien en omfattende pakke af foranstaltninger for yderligere at bevare kirkegården. Hovedfokus var på reparation af gravstenene, da disse stort set består af sandsten og ikke var i god stand. Tidligere blev der sjældent lavet gravpladser af forholdsvis vejrbestandige materialer som marmor eller granit. På vegne af kulturkontoret blev alle gravsteder og deres bevaringstilstand registreret i en database. Beskadigede og forvitrede gravsten blev fra 2005 restaureret som en del af et flerårigt projekt støttet af Wiener Altstadterhaltungsfonds.

### Kirkegården i dag
Sankt Marxer Friedhof ligger i den sydlige del af Wiens 3. kommunedistrikt Landstrasse. Den er omgivet af en synlig murstensmur, hvis sydøstlige side markerer grænsen til 11. distrikt Simmering. Kirkegården har en næsten rektangulær form og et areal på omkring 60.000 m². Oprindeligt var der mere end 8.000 grave her, hvoraf 5.635 stadig er bevaret i dag.
På trods af sin beliggenhed på en vej, der frekventeres af tæt trafik og også på en bymotorvej med afkørsel, byder kirkegården på afslapning og fred og ro, ikke mindst på grund af forbud mod hunde og cykler på hele stedet. Der er opstillet talrige parkbænke langs hovedstien og på en række sidestier. Kirkegården var ved indflytningen kun sparsomt bevokset og gav samlet set et ganske trøstesløst indtryk. Området er nu tæt bevokset med træer og buske, ikke mindst på grund af, at kirkegården ikke blev vedligeholdt i årtier efter, at den blev lukket og nåede at gro til. Her er blandt andet utallige syrenbuske. Kirkegården regnes for et af de områder i Wien der har den tætteste bevoksning af syrener. Udover den nok vigtigste turistattraktion, Mozarts grav, er syrenblomstringen i april og maj også et tilløbsstykke, hvor kirkegården kan opleves på en usædvanlig farverig måde.

## Kirkegårdsanlægget og gravene
Kommer man ind på kirkegården gennem indgangsporten ved Leberstraße 6-8, finder man en toetages vagtmesterbolig umiddelbart til højre. Til venstre, i et ellers tomt rum, er et informationspanel, hvor lighuset tidligere lå. Her blev kister opbevaret i en periode på 48 timer indtil begravelsen for at minimere risikoen for at begrave personer, der kun tilsyneladende var døde. Hovedstien, der er udformet som en allé, fører direkte fra indgangsporten til kirkegårdens centrum. Begyndelsen af denne allé er flankeret på begge sider af en stenånd med en sænket fakkel. De tilsvarende urnesokler bærer inskriptionerne "Adskillelse er vores skæbne, genforening er vort håb" og "På jordisk adskillelse følger salig forening" .
Når man nærmer sig kirkegårdens centrum, udvides hovedstien og slutter til sidst ved et monumentalt stenkirkegårdskors, der forestiller Jesus Kristus korsfæstet. Forsiden af piedestalen bærer indskriften "Jeg er opstandelsen og livet" (Johannesevangeliet 11:25). Området med skaktgravene ligger på begge sider af denne del af alléen. I stedet for de tidligere gravrækker ses her enge med træer og buske. Kun et par erindringsgravsten minder om de talrige begravede her.
Ifølge Hans Pemmer ligger i den bagerste del af kirkegården det, som graverne engang kaldte Judendörfl, en sektion med individuelle grave, der er orienteret mod sydøst og placeret tæt sammen. Oprindelsen til dette navn er ikke kendt. Medlemmer af det jødiske samfund blev ikke begravet her, for eksempel er to katolske præster begravet i en af de forreste rækker af grave. Siden 1835 var det blevet muligt for døbte jøder, der var konverteret til kristendommen, at blive begravet på kristne kirkegårde (inklusive Sankt Marx'), men medlemmer af det jødiske samfund blev begravet på den jødiske kirkegård i Währing på det tidspunkt. Et heksagram opmuret over kirkegårdsporten er sandsynligvis ikke en afbildning af den jødiske davidsstjerne, men muligvis et symbol på beskyttelse mod dæmoner, som også blev brugt af kristne i middelalderen. Det er højst sandsynligt, at denne sekstakkede stjerne er et af evighedens symboler, der kan findes her, og som man lægger mærke til igen og igen på denne kirkegård. Enhver selvstændig repræsentation - cirkel, trekløver osv. - er et sådant symbol.

### Skaktkirkegårdene
En kort grussti på venstre side af hovedstien fører til det, der sandsynligvis er den mest kendte grav i området for skaktgravene, Wolfgang Amadeus Mozarts. På den anden side af alléen ligger graven for komponisten Johann Georg Albrechtsberger, der var samtidig med Mozart.
Josef Madersperger fandt også sit sidste hvilested i det højre skaktgravfelt. Madersperger er krediteret for at have opfundet symaskinen, men var ude af stand til at drage økonomisk fordel heraf og døde fattig i det nærliggende St. Marx Forsørgelseshus i 1850. I 1924 lod Wiens skrædderlav opstille et smedejernskors på hans omtrentlige gravsted i stedet for det trækors, som tidligere var opført af Madersperger-biografen Rudolf Granichstaedten-Czerva, og de vedligeholder det den dag i dag. Blomsterudsmykningerne på hans grav er sammen med de tilsvarende på Mozarts grav en undtagelse på den ellers stort set naturlige kirkegård.
To andre skaktgrave, der er værd at nævne, er for de saksiske og østrigske soldater, der døde i den østrigsk-preussiske krig . De saksiske soldater blev begravet til venstre for hovedstien, hvor en mindesten med inskriptionen "Her hvile saksiske krigere, 1866" markerer gravstedet. De østrigske soldaters grav, repareret i 1933 af Wienerkriger- og Kammeratforbundet, ligger midt på højre skakts gravfelt, hvor mindestenen bevokset med buske ("Her hvile østrigske krigere, 1866") næppe kan ses fra gangstierne.

### Afdeling for den græske ikke-unerede kirke
Medlemmer af forskellige kristne trosretninger er begravet på kirkegården. Udover katolikker er for eksempel protestantiske afdøde også begravet her. Fra 1820 blev medlemmer af den græske ikke-unerede kirke (svarende til nutidens græsk-ortodokse kirke) også begravet her. I 1837 erhvervede det græske ikke-unerede sogn i Den Hellige Treenighed en grund ved siden af kirkegården og oprettede sin egen afdeling der.
I denne sektion, som i dag eksisterer som en rektangulær afdeling ved kirkegårdens sydøstlige mur, der indeholder flere rækker af grave, blev medlemmer af den serbiske ikke-unerede (serbisk ortodokse) kirke og tilsyneladende også medlemmer af både den græske og serbiske unerede (græsk- eller serbisk-katolske) kirke begravet. Fremtrædende personligheder begravet her omfatter Prater-entreprenøren Basilio Calafati, den græske frihedskæmper Alexander Ypsilantis (overført til Rappoltenkirchen i 1903 og endelig til Athen i 1964) og filologen Vuk Stefanović Karadžić, der blev overført til Beograd i 1897.
Intet tyder på, at denne strækning var indhegnet særskilt på det tidspunkt, den blev opfyldt. En indgang på den vestlige mur, spærret af en træport, blev først indbygget for få år siden af den kommunale haveafdeling og tjener kun gartnerne som f.eks. adgang til en losseplads uden for kirkegårdsområdet. To grænsesten, der stadig er bevaret i dag, og som står i området for den sandsynlige indgang til dette område, indikerer snarere en enklere afgrænsning fra resten af kirkegården, fx ved hjælp af en kæde. Forlængelsen af en sidesti på kirkegården bliver dermed hovedstien for den græske sektion med et stort kors i midten. Skærmen på dette græske kirkegårdskors bærer den græske inskription "ΤΕΤΕΛΕΣΤΑΙ" (Tetelestai) på den ene side og den tyske ækvivalent "Det er fuldført" på den anden side, hvilket var et af de syv sidste ord, som Jesus Kristus udtalte under hans korsfæstelse.

### Udformningen af gravene
I modsætning til de usminkede skaktgrave, der ikke engang var markeret på det tidspunkt, var nogle af enkeltgravene særdeles udsmykkede. Der er forskellige udtryk for de stilepoker, der herskede i den omkring 90-årige periode, hvor kirkegården var besat. Mange gravsten er udformet i empirestil, men også andre klassiske elementer baseret på oldtiden er repræsenteret, samt historicisme med fx nygotiske spidsbuer og nyromanske former. Nogle gange blev de forskellige kunstneriske stilarter også kombineret.
Et hyppigt anvendt stilelement er en gravskulptur i form af en dødsengel, nogle med urne eller sænket fakkel, såsom Mozart-graven eller de to statuer i indgangspartiet. Værd at nævne er også en række gravsten, som var modelleret efter romerske gravaltre. Der er forbavsende få kors for en kristen kirkegård, men symboler, der repræsenterer den afdødes profession, som f.eks. en lyre for musikere.
På mange gravsten kan man finde inskriptioner, der afspejler betydningen af titler for wienerbefolkningen i Biedermeier-perioden. Dengang var det, der kunne bruges som titel, hugget i sten. Ofte var det bare simple stillingsbetegnelser, som folk bar lige så stolt som for eksempel en adelstitel eller en akademisk grad. Man finder gravindskrifter som borgl. lyst- og prydgartner, herregårdsråd og medlem af n.øst. landbrugsforening, certificeret lærer, k. og k. hofmundskyller, fyrst Esterhazys regnskabschefs enke, borgl. kloakrydder og k. og k. postkasserer og ejendomsejers enke. På en række gravsten er der også tilføjet en husejer, hvilket skyldes, at en del borgere i de dengang konstant voksende forstæder kunne købe et nybygget hus og derpå fremover leve godt af indtægten fra huslejen.

## Mozarts grav
Det nok bedst kendte og mest besøgte gravsted i Sankt Marxer Friedhof er komponisten Wolfgang Amadeus Mozarts. Mozart døde i sin lejlighed i Wien den 5. december 1791 og blev lagt til skue i sin lejlighed dagen efter. Dengang var det skik, at de pårørende og andre sørgende tog afsked med den afdøde under velsignelsen og fulgte begravelsestoget højst til bygrænsen, dog ikke til kirkegården. I aftentimerne den 6. december endte begravelsesoptoget for Mozarts overførsel ved byporten Stubentor, selvom der er rapporter om, at komponisten Johann Georg Albrechtsberger og hans familie insisterede på at kisten skulle bæres helt til Sankt Marxer Friedhof. Vel ankommet, blev kisten først anbragt i lighuset, hvor der siden 1753 var blevet foreskrevet en venteperiode på 48 timer inden jordfæstelsen, som skulle tjene til at redde enhver tilsyneladende døde. Begravelsen skulle derfor have fundet sted den 8. december i en skaktgrav uden kors eller anden markering. Ifølge nogle fejlagtige kilder antages det, at kun Joseph Rothmayer (hans grav ligger også på kirkegården, nr. 149), som var fuldtidsgraver fra 1802 og før da sandsynligvis assistent, kendte den nøjagtige placering af Mozarts grav. Faktum er dog, at den graver, der begravede Mozart, var Simon Preuschl, der arbejdede for Wiener Bürgerspitalfonds, mens Rothmayer intet havde med Mozarts begravelse at gøre.
Da Mozarts enke Constanze ønskede at besøge graven for første gang i 1808 eller 1809, kunne den vagthavende graver kun give vage oplysninger om gravens placering, og hans forgænger Joseph Rothmayer var død blot et par måneder forinden. Ifølge andre kilder talte Constanze med Rothmayer før hans død, men fik kun at vide, at den nøjagtige position ikke længere kunne bestemmes. I løbet af årtierne rejstes gentagne gange kritiske røster over den fuldstændige mangel på en værdig grav for Mozart. Det var først i 1855, et år før Mozarts hundrede års fødselsdag, at Wiens borgmester Johann Kaspar von Seiller endelig gav ordre til at finde og markere den nøjagtige placering af Mozarts grav, ikke mindst for at sætte en stopper for de konstante henvendelser vedrørende graven, som han modtog. Der blev indledt en officiel undersøgelse, og efter vurdering af udtalelser fra forskellige personer og en inspektion af kirkegården blev der truffet beslutning på et sted i området ved tredje og fjerde række af skaktgrave, hvor, ifølge protokollen, Mozarts knogler i det mindste "med største sandsynlighed" lå begravet og der blev rejst en grav på dette sted. Denne grav, tegnet af billedhuggeren Hanns Gasser, blev afsløret den 6. december 1859, men blev allerede i 1891 overført til den centrale kirkegård i anledning af hundredåret for Mozarts død, hvor den blev placeret sammen i gruppen af komponisters æresgrave. Det er takket være Hermine Cloeter, at noterne om placeringen af den originale Mozart-grav blev genopdaget.
På det endnu en gang udsmykkede og umarkerede sted rejste kirkegårdsforvalteren Alexander Kugler en simpel grav, som han sammensatte af dele af andre grave, der ikke længere var nødvendige. Under krigen i 1945 blev gravmonumentet alvorligt beskadiget, men blev repareret i 1950 af billedhuggeren Florian Josephu-Drouot. Den ødelagte gravsten, som Josephu-Drouot erstattede med en ny, opbevares på Landstrasse District Museum. Graven, som blev restaureret igen i 2005, ligger stadig i dag på det sted, hvor Mozarts jordiske rester menes at befinde sig.

## Kendte personer begravet på kirkegården
Følgende tabel over prominente afdøde inkluderer personer, der engang blev begravet på Sankt Marxer Friedhof eller stadig ligger begravet her. Nogle af dem blev oprindeligt begravet på forstadskirkegårde og flyttet hertil, når kirkegårdene blev nedlagt. Andre blev til gengæld overført fra Sankt Marxer Friedhof til en anden kirkegård efter dens nedlæggelse. Nogle af disse blev overført til hædersgrave på den centrale kirkegård og nogle af disse gravsteder blev efterfølgende forsynet med mindesten. De personer, der stadig er begravet her, ligger i individuelle grave såvel som i skaktgrave i midten af kirkegården.
| Nave                                 | Født-død  | Beskæftigelse                                                                                | Placering                                      |
| ------------------------------------ | --------- | -------------------------------------------------------------------------------------------- | ---------------------------------------------- |
| Karl Agricola                        | 1779–1852 | Maler                                                                                        | St. Marx                                       |
| Johann Georg Albrechtsberger         | 1736–1809 | Komponist og musikteoretiker                                                                 | St. Marx, skaktgrav                            |
| Victor Franz von Andrian-Werburg     | 1813–1858 | Politiker                                                                                    | Centralkirkegård, 0-1-2                        |
| Josepha Barbara Auernhammer          | 1758–1820 | Komponist og pianist                                                                         | St. Marx                                       |
| Johann Baptist Bach                  | 1779–1847 | Advokat                                                                                      | St. Marx                                       |
| Christoph de Bach                    | 1768–1834 | Kunstrytter og Wiens første cirkusdirektør                                                   | St. Marx                                       |
| Johann August Freiherr von Turszky   | 1778–1856 | Officer, feltmarskal                                                                         | St. Marx                                       |
| Alexander Baumann                    | 1814–1857 | Komponist og digter                                                                          | Centralkirkegård                               |
| Karoline Benko                       | 1800–1828 | Maler                                                                                        | St. Marx                                       |
| Karl von Birago                      | 1792–1845 | Fæstnings- og brobygger                                                                      | Centralkirkegård                               |
| Johann Melchior Birkenstock          | 1738–1809 | Politiker og skolereformator                                                                 | St. Marx                                       |
| Josef Blahack                        | 1780–1846 | Komponist                                                                                    | St. Marx                                       |
| Aloys Blumauer                       | 1755–1798 | Digter                                                                                       | St. Marx, verschollen                          |
| Wenzel Carl Blumenbach               | 1791–1847 | Forfatter                                                                                    | St. Marx                                       |
| Basilio Calafati                     | 1800–1878 | Tryllekunstner og entertainer i Wiens forlystelsespark Wurstelprater                         | Centralkirkegård, 30C-6-5                      |
| Philipp von Cobenzl                  | 1741–1810 | Statsmand                                                                                    | St. Marx                                       |
| Moritz Daffinger                     | 1790–1849 | Maler                                                                                        | Centralkirkegård, 14A-44                       |
| Christian Johann Nepomuk Dassanowsky | 1780–1839 | Statsmand                                                                                    | St. Marx                                       |
| Jakob Degen                          | 1760–1848 | Opfinder                                                                                     | St. Marx                                       |
| Anton Diabelli                       | 1781–1858 | Komponist og musikforlægger                                                                  | St. Marx                                       |
| Franz Joseph von Dietrichstein       | 1767–1854 | Statsmand                                                                                    | St. Marx                                       |
| Georg Raphael Donner                 | 1693–1741 | Billedhugger og skaber af Donnerbrunnen på Neuen Markt i Wien                                | St. Marx, tabt                                 |
| Joseph Drechsler                     | 1782–1852 | Komponist og musikpædagog                                                                    | St. Marx                                       |
| Julius Egghard                       | 1834–1867 | Pianist og komponist                                                                         | St. Marx                                       |
| Leopold Ernst                        | 1808–1862 | Arkitekt, bygmester bag domkirken Stephansdom i Wien                                         | St. Marx                                       |
| Peter Fendi                          | 1796–1842 | Maler                                                                                        | Centralkirkegård, 14A-43                       |
| Ernst von Feuchtersleben             | 1806–1849 | Læge og forfatter                                                                            | Centralkirkegård, 14A-17                       |
| Andreas Wolfgang Fischer             | 1754–1829 | Arkitekt                                                                                     | St. Marx                                       |
| Carl Ferdinand Füchs                 | 1811–1848 | Komponist                                                                                    | St. Marx                                       |
| Franz Anton de Paula Gaheis          | 1763–1809 | Pædagog og lokalhistoriker                                                                   | St. Marx                                       |
| Johann Gänsbacher                    | 1778–1844 | Komponist                                                                                    | Centralkirkegård, 0-1-61                       |
| Anna Gottlieb                        | 1774–1856 | Skuespillerinde og sangerinde                                                                | St. Marx, 4032                                 |
| Franz Josef Hadatsch                 | 1798–1849 | Embedsmand og skribent                                                                       | St. Marx                                       |
| Philipp Karl Hartmann                | 1773–1830 | Læge og forfatter                                                                            | St. Marx                                       |
| Anton Hasenhut                       | 1766–1841 | Skuespiller                                                                                  | St. Marx                                       |
| Carl Henikstein                      | 1773–1828 | Musikelsker                                                                                  | St. Marx                                       |
| Johann Hoffmann                      | 1803–1865 | Teaterdirektør                                                                               | St. Marx                                       |
| Carl Högl                            | 1789–1865 | Wiensk bygmester                                                                             | St. Marx                                       |
| Lory Hornischer                      | 1850–1868 | Skuespillerinde                                                                              | St. Marx                                       |
| Jakob Hyrtl                          | 1799–1868 | Gravør                                                                                       | St. Marx                                       |
| Friedrich August Kanne               | 1778–1833 | Komponist og forfatter                                                                       | St. Marx                                       |
| Vuk Stefanović Karadžić              | 1787–1864 | Videnskabsmand, digter og diplomat                                                           | Belgrad, hist. Kathedrale Innenstadt           |
| Theodor Georg Ritter von Karajan     | 1810–1873 | Germanist, præsident for Det østrigske videnskabsakademi                                     | St. Marx                                       |
| Josef Kastan                         | 1795–1861 | Bygmester                                                                                    | St. Marx                                       |
| Friedrich Kaufmann                   | 1839–1870 | Maler                                                                                        | St. Marx                                       |
| Jan Kollár                           | 1793–1852 | Digter                                                                                       | Vyšehrad, Prag (1904)                          |
| Jernej Kopitar                       | 1780–1844 | Sprogforsker og slavist                                                                      | St. Marx (bis 1897); Navje, Laibach (von 1897) |
| Maximilian Korn                      | 1782–1854 | Slotskuespiller                                                                              | St. Marx                                       |
| Joseph Kornhäusel                    | 1782–1860 | Arkitekt                                                                                     | Centralkirkegård, 14A-45A (1920)               |
| Therese Krones                       | 1801–1830 | Skuespillerinde                                                                              | Centralkirkegård, 32A-45A                      |
| Karl Krottenthaler                   | 1818–1864 | Komponist                                                                                    | St. Marx                                       |
| Antoine Charles Comte de La Salle    | 1775–1809 | Fransk feltherre                                                                             | St. Marx                                       |
| Julie Sophie Löwe                    | 1786–1852 | Slotskuespillerinde                                                                          | St. Marx                                       |
| Anton Lumpert                        | 1757–1837 | Borgmester i Wien                                                                            | St. Marx                                       |
| Josef Madersperger                   | 1768–1850 | Opfinder af symaskinen                                                                       | St. Marx, massegrav                            |
| Marianna von Martines                | 1744–1812 | Komponist og sangerinde                                                                      | St. Marx                                       |
| Johann Matthias Menninger            | 1733–1793 | Skuespiller                                                                                  | St. Marx                                       |
| Louis Montoyer                       | 1749–1811 | Arkitekt                                                                                     | St. Marx                                       |
| Franz Morawetz                       | 1789–1868 | Grundlægger af dampbadet Sophienbades, det nuværende Sofiensaal koncerthus i Wien            | St. Marx                                       |
| Wolfgang Amadeus Mozart              | 1756–1791 | Komponist                                                                                    | St. Marx, original grav tabt                   |
| Johann Natterer                      | 1787–1843 | Naturforsker                                                                                 | St. Marx                                       |
| Alois Negrelli von Moldelbe          | 1799–1858 | Jernbanepioner, planlagde Suez-kanalen                                                       | Centralkirkegård, 32A-23                       |
| Franz X. Niemeczek                   | 1766–1849 | Universitetsprofessor og Mozartbiograf                                                       | St. Marx                                       |
| Peter von Nobile                     | 1774–1854 | Arkitekt                                                                                     | Centralkirkegård, 14A-46A                      |
| Anton Pannasch                       | 1789–1855 | Forfatter                                                                                    | St. Marx                                       |
| Elias Parish Alvars                  | 1808–1849 | Harpist og komponist                                                                         | St. Marx                                       |
| Maria Theresia Paradis               | 1759–1824 | Komponist, pianist og sangerinde                                                             | St. Marx, bortkommet?                          |
| Ignaz Parhammer                      | 1715–1786 | Pædagog og jesuit                                                                            | St. Marx                                       |
| Alexander Patuzzi                    | 1813–1869 | Forfatter                                                                                    | St. Marx                                       |
| Ida Pfeiffer                         | 1797–1858 | Globetrotter og forfatterinde                                                                | Centralkirkegård, 0-1-12                       |
| Ludwig Pichl                         | 1782–1856 | Arkitekt                                                                                     | St. Marx                                       |
| Joseph Preindl                       | 1756–1823 | Organist og komponist                                                                        | St. Marx                                       |
| Friedrich Wilhelm von Reden          | 1802–1857 | Statistiker og politiker                                                                     | St. Marx                                       |
| Anton von Rosas                      | 1791–1855 | Læge                                                                                         | St. Marx                                       |
| Ignaz Saal                           | 1761–1836 | Hofoperasanger                                                                               | St. Marx                                       |
| Franz Sartori                        | 1782–1832 | Forfatter                                                                                    | St. Marx                                       |
| Johann Anton Schärmer                | 1785–1868 | Maler                                                                                        | St. Marx                                       |
| Johann Baptist Schenk                | 1753–1836 | Komponist                                                                                    | St. Marx                                       |
| Josef Schmidt                        | –1866     | Skuespiller                                                                                  | St. Marx                                       |
| Josefine Scutta                      | 1795–1863 | Skuespillerinde                                                                              | St. Marx                                       |
| Julius Seidlitz                      | 1815–1857 | Forfatter                                                                                    | St. Marx                                       |
| Josef Freiherr von Skribanek         | 1788–1853 | Østrigsk artillerigeneral, kartograf, direktør for det Militærgeografiske Institut i Wien    | St. Marx                                       |
| Abbé Maximilian Stadler              | 1748–1833 | Komponist og musikhistoriker                                                                 | St. Marx                                       |
| Josef Stadler                        | 1796–1859 | Komponist                                                                                    | St. Marx                                       |
| Ignaz Stahl                          | 1790–1862 | Skuespiller                                                                                  | St. Marx                                       |
| Anton Joseph Stein                   | 1759–1844 | Universitetslærer og filolog                                                                 | St. Marx                                       |
| Josef Strauss                        | 1827–1870 | Komponist, bror til Johann Strauss den yngre                                                 | Centralkirkegård, 32A-44                       |
| Nannette Streicher                   | 1769–1833 | Klaverbygger, komponist, musikpædagog, forfatterinde                                         | Centralkirkegård                               |
| Johann Andreas Streicher             | 1761–1833 | Komponist, pianist og klaverbygger                                                           | Centralkirkegård                               |
| Johann Georg Stuwer                  | 1732–1802 | Fyrværkerimester der organiserede fyrværkeri fra det nuværende Stuwerviertel i Wien          | St. Marx                                       |
| Franz Xaver Süßmayr                  | 1766–1803 | Komponist                                                                                    | St. Marx                                       |
| Michael Thonet                       | 1796–1871 | Møbelfabrikant, opfinder af træbøjningsteknikken, der blev brugt til at forme „Thonet-stole“ | Centralkirkegård                               |
| Friedrich August Urbany              | -1858     | Kapelmester                                                                                  | St. Marx                                       |
| Katharina Waldmüller                 | 1792–1850 | Hofoperasangerinde, hustru til maleren Ferdinand Georg Waldmüller                            | St. Marx                                       |
| Johann Freiherr von Wolny            | 1774–1841 | Officer, Ridder af Den militære Maria Theresia Orden                                         | St. Marx                                       |
| Alexander Ypsilantis                 | 1792–1828 | Officer i den græske uafhængighedskrig                                                       | Thessaloniki                                   |
| Franz Xaver Zenner                   | 1794–1861 | Auxiliærbiskop for Wien                                                                      | St. Marx, 2012                                 |
| Julius Eduard Zernecke               | 1815–1844 | Arkitekt                                                                                     | St. Marx                                       |